# 聖貝尼塔 (科恰班巴省)

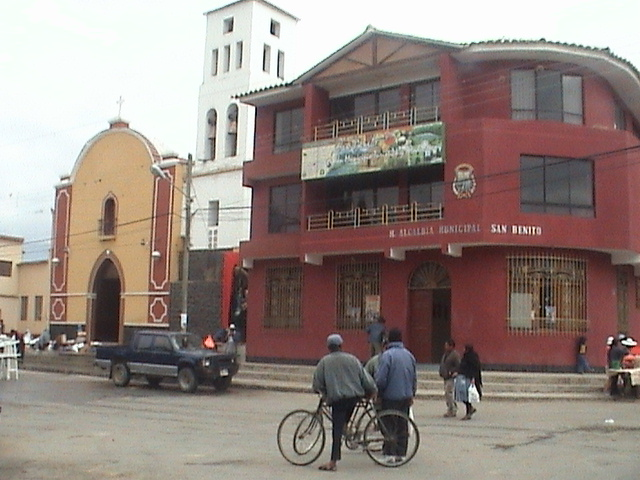

聖貝尼塔是玻利維亞的城鎮，位於該國中部，由科恰班巴省負責管轄，距離首府科恰班巴41公里，海拔高度2,724米，每年平均降雨量約450毫米，2010年人口2,715。

## 外部連結
- Map of the Punata Province
- （西班牙文） Instituto Nacional de Estadistica de Bolivia  (INE)